# Езотеризъм
Езотеризъм (от гр. ἐσωτερικός „вътрешен“ или вътрешно познание) в най-общ смисъл е всяко учение, предназначено за определен кръг хора (т.е. забраняващо разкриването пред непосветени). Такова учение изучава тайно и предава на поколенията знание от всякакво естество, например за изворите на вярата. Докато знанието е по принцип философско или етическо и мистично, то може на теория да бъде разнородно. Езотеричните учения не се намират само на определено географско място, а по своята идейна същност представляват ядро на дадена духовна традиция.